# 1924년 전국체육대회 줄다리기
1924년 전국체육대회 줄다리기는 일제강점기 조선 경성부에서 개최된 1924년 전국체육대회의 경기 종목이다. 제1회 전조선육상경기대회의 일부로서 1924년 6월 14일에 휘문고등보통학교 운동장에서 개최되었다.

## 경기장
| 경기장                  | 도시 | 좌석 | 수용 | 부문   | 세부 종목 | 비고 |
| ----------------------- | ---- | ---- | ---- | ------ | --------- | ---- |
| 휘문고등보통학교 운동장 | 경성 |      |      | 중학부 | 남자      |      |

## 줄다리기단
| 부문        | 줄다리기단                         | 도시 | 첫 참가 | 횟수 | 비고 |
| ----------- | ---------------------------------- | ---- | ------- | ---- | ---- |
| 중학부 남자 | 보성고등보통학교 줄다리기단 (경기) | 경성 | 1924    | 1    |      |
| 중학부 남자 | 중앙고등보통학교 줄다리기단 (경기) | 경성 | 1924    | 1    |      |
| 중학부 남자 | 협성학교 줄다리기단 (경기)         | 경성 | 1924    | 1    |      |
| 중학부 남자 | 휘문고등보통학교 줄다리기단 (경기) | 경성 | 1924    | 1    |      |

## 경기 일정
| 중학부    | 남자      |   |
| 일일 합계 | 일일 합계 | 1 |
| 누적 합계 | 누적 합계 | 1 |

## 경기 결과
|  | 준결승                             | 준결승                             |                                    |    | 결승 | 결승 |
|  |                                    |                                    |                                    |    |      |      |
|  | 6월 15일 - 경성                    |                                    |                                    |    |      |      |
|  |                                    |                                    |                                    |    |      |      |
|  | 보성고등보통학교 줄다리기단 (경기) | 2                                  |                                    |    |      |      |
|  | 보성고등보통학교 줄다리기단 (경기) | 2                                  | 6월 15일 - 경성                    |    |      |      |
|  | 협성학교 줄다리기단 (경기)         | 1                                  |                                    |    |      |      |
|  | 협성학교 줄다리기단 (경기)         | 1                                  | 보성고등보통학교 줄다리기단 (경기) | 패 |      |      |
|  | 6월 15일 - 경성                    |                                    | 보성고등보통학교 줄다리기단 (경기) | 패 |      |      |
|  |                                    | 중앙고등보통학교 줄다리기단 (경기) | 승                                 |    |      |      |
|  | 중앙고등보통학교 줄다리기단 (경기) | 중앙고등보통학교 줄다리기단 (경기) | 승                                 | 승 |      |      |
|  | 중앙고등보통학교 줄다리기단 (경기) |                                    |                                    | 승 |      |      |
|  | 휘문고등보통학교 줄다리기단 (경기) | 기권                               |                                    |    |      |      |
|  | 휘문고등보통학교 줄다리기단 (경기) | 기권                               |                                    |    |      |      |

중학부 남자 종목에서는 보성고등보통학교 줄다리기단, 중앙고등보통학교 줄다리기단, 협성학교 줄다리기단, 휘문고등보통학교 줄다리기단 등 4개 줄다리기단이 참가했다. 1924년 6월 15일에 진행된 보성고등보통학교 줄다리기단과 협성학교 줄다리기단 간의 4강 첫 번째 경기는 보성고등보통학교 줄다리기단이 2:1로 승리하며 결승에 진출했고, 중앙고등보통학교 줄다리기단과 휘문고등보통학교 줄다리기단 간의 4강 두 번째 경기는 휘문고등보통학교 줄다리기단이 기권하며 중앙고등보통학교 줄다리기단이 결승이 진출했다. 같은 날 진행된 보성고등보통학교 줄다리기단과 중앙고등보통학교 줄다리기단 간의 결승 경기는 중앙고등보통학교 줄다리기단이 승리하며 우승을 차지했다.

## 메달 집계

### 최종 순위
| 순위 | 선수단 | 금메달 | 은메달 | 동메달 | 메달 합계 |
| ---- | ------ | ------ | ------ | ------ | --------- |
| 1    | 경기도 | 1      | 1      | 2      | 4         |
| 합계 | 합계   | 1      | 1      | 2      | 4         |

### 메달 수상자
| 종목        | 금                                 | 은                                 | 동                                 |
| ----------- | ---------------------------------- | ---------------------------------- | ---------------------------------- |
| 중학부 남자 | 중앙고등보통학교 줄다리기단 (경기) | 보성고등보통학교 줄다리기단 (경기) | 협성학교 줄다리기단 (경기)         |
| 중학부 남자 | 중앙고등보통학교 줄다리기단 (경기) | 보성고등보통학교 줄다리기단 (경기) | 휘문고등보통학교 줄다리기단 (경기) |

## 참고 문헌
- “대한체육회 국내종합경기대회”. 대한체육회.
- “제5회 전국체육대회”. 대한체육회.
- 《대한체육회 50년》. 대한체육회. 1970. 2020년 11월 8일에 원본 문서에서 보존된 문서. 2022년 11월 5일에 확인함.
- 《대한체육회 70년사》. 대한체육회. 1990. 2020년 11월 8일에 원본 문서에서 보존된 문서. 2022년 11월 5일에 확인함.
- 《대한체육회 90년사》. 대한체육회. 2011. 2020년 11월 8일에 원본 문서에서 보존된 문서. 2022년 11월 5일에 확인함.
- 대한체육회 100주년 기념사업부 (2020). 《대한민국 체육 100년》. 대한체육회.
- 《대한민국 체육 100년 Ⅰ 통사 (민족과 함께 한 대한민국 체육 100년)》. 대한체육회. 2020.
- 《대한민국 체육 100년 Ⅱ 민족의 구심체, 조선체육회 (1920~1945)》. 대한체육회. 2020.
- 《대한민국 체육 100년 Ⅲ 세계를 향한 도전 (1945~1980)》. 대한체육회. 2020.
- 《대한민국 체육 100년 Ⅳ 스포츠로 꽃피운 대한민국 (1981~2000)》. 대한체육회. 2020.
- 《대한민국 체육 100년 Ⅴ 스포츠강국을 넘어 선진국으로(2001~2020)》. 대한체육회. 2020.
- “陸上競技(육상경기)의새計劃(계획)”. 동아일보. 1924년 6월 8일.
- “衝天(충천)하는勇氣(용기)로”. 동아일보. 1924년 6월 17일.